# 311 v. Chr.
Portal Geschichte | Portal Biografien | Aktuelle Ereignisse | Jahreskalender | Tagesartikel

◄ |
5. Jahrhundert v. Chr. |
4. Jahrhundert v. Chr. |
3. Jahrhundert v. Chr. |
►

◄ | 330er v. Chr. | 320er v. Chr. | 310er v. Chr. | 300er v. Chr. |
290er v. Chr. |
►

◄◄ | ◄ | 314 v. Chr. | 313 v. Chr. | 312 v. Chr. | 311 v. Chr. |
310 v. Chr. |
309 v. Chr. |
308 v. Chr. |
► |
►►

## Ereignisse

### Reich Alexanders des Großen/Diadochenkriege
- Ein Einfall Nikanors, eines Feldherrn von Antigonos I. Monophthalmos, nach Mesopotamien in das Herrschaftsgebiet Seleukos I. kann von diesem abgewehrt werden.
- Dezember: Friedensschluss im Dritten Diadochenkrieg (Diadochenfrieden); Syrien bleibt vorerst unter der Kontrolle des Antigonos I., in Mesopotamien etabliert sich Seleukos I. Der junge Alexander IV. Aigos (12 Jahre) wird als Thronfolger seines Vaters Alexanders des Großen, dessen Reich er erben soll, anerkannt.

### Westliches Mittelmeer
- Die Römer erobern den samnitischen Hauptort Bovianum.
- Die Etrusker greifen als Verbündete der Samniten in den Zweiten Samnitenkrieg ein und belagern die römische Stadt Sutrium.

## Gestorben
- Herbst: Euagoras, Feldherr und Beamter des Diadochenherrschers Antigonos Monophthalmos